# Eliana (2004)
Eliana foi um programa de televisão infanto-juvenil, apresentado por Eliana de 15 de março a 12 de outubro de 2004 pela Record. Foi o último programa da apresentadora dedicado a este público após 15 anos de carreira.

## História
O programa foi uma reformulação de Eliana na Fábrica Maluca, isto é, a tentativa de fazer com que Eliana se afastasse do público infantil, focando nos adolescentes. Foram gastos R$ 120 mil para o cenário, que tinha cores fortes e fotos em preto e branco da apresentadora. Ele começou sendo exibido no horário das 15h de segunda á sexta pela Record. O programa tinha vários games, recebia convidados especiais, e continha matérias inéditas. Também havia matérias ecológicas, e a série Sabrina, a Aprendiz de Feiticeira. Ele também tinha alguns quadros como o Jogo da Conquista, algo parecido com o extinto programa Namoro na TV, com adolescentes.
O programa se extinguiu em 12 de outubro de 2004, dia em que a apresentadora completou 6 anos na Record. A decisão de encerrar a carreira de apresentadora infanto-juvenil de Eliana foi da cúpula da Record. Embora a emissora não tenha falado oficialmente sobre o assunto, a concorrência com outras mídias foi decisivo para extinguir o programa e também restringir a oferta de infantis a desenhos nas manhãs de sábado e domingo. Ainda, o sucesso de audiência dos desenhos do SBT no Bom Dia e Cia. batia até o ibope da Xuxa, ajudou a Record a concluir que não valia mais a pena bancar o infantil da apresentadora.
Inicialmente o canal de Edir Macedo divulgou que o programa da Eliana acabaria no dia 12 de outubro para dar lugar a Sônia Abrão. Depois, a Record resolveu colocar reprises do programa no ar às 14 horas (no lugar da série Caçadora de Relíquias) até dezembro, antes do Sônia e Você (15h). Isso aconteceu para cumprir compromissos comerciais
Prosseguindo até o final de outubro com o "Arquivo Especial" um compacto diário de uma hora com os "melhores momentos" da loira na emissora. Eliana, fazia merchandising nos breaks comerciais, no estúdio para as reprises. sendo substituído posteriormente no horário pelo programa Sônia e Você, apresentado por Sônia Abrão.

## Quadros
- Jogo da Conquista
- Olha a Torta!
- Qual é a Música?
- Posso Macetar?

## Audiência
O programa começou atingindo média de 5 pontos nas tardes da Record, número satisfatório para a emissora. Em agosto, a audiência havia caído para 4 pontos de média. Na época, a apresentara havia dito que a queda havia se dado por casa dos jogos olímpicos. O programa, afinal, teve vida curta, a Folha de S. Paulo chegou a afirmar que "Eliana já não dava audiência nem vendia como antes", pois o faturamento de merchandising arrecadado pela apresentadora era alto, mas a parte repassada à emissora, nem tanto".